# Senecio depressicola
Senecio depressicola là một loài thực vật có hoa trong họ Cúc. Loài này được I.Thomps. miêu tả khoa học đầu tiên.